# Clifford Glenwood Shull
Clifford Glenwood Shull (Pittsburgh, Pensilvania, 23 de septiembre de 1915 - 31 de marzo de 2001) fue un físico estadounidense, ganador del Premio Nobel de Física.
El compartió en 1994 el Premio Nobel con Bertram Brockhouse por el desarrollo de la técnica de neutron scattering, especialmente la técnica de difracción del neutrón, para el estudio de la Física de la materia condensada.